# Třeboň-bækkenet
Třeboň-bækkenet (tjekkisk: Třeboňská pánev, tysk: Wittingauer Becken ) er et strukturelt bækken og geomorfologisk mesoregion i Tjekkiet. Den ligger i den sydbøhmiske region, og den er opkaldt efter byen Třeboň. Det er kendt for sit system af fiskedamme.

## Geomorfologi
Třeboň-bassinet er en af mesoregionerne i det sydbøhmiske  bækken (en) (det andet er České Budějovice-bækkenet) inden for det bøhmiske massiv. Det er yderligere underopdelt i mikroregionerne Lišov Threshold, Lomnice Basin og Kardašova Řečice-højlandet.

## Geologi
Třeboň-bassinet blev tektonisk dannet under Kridttiden. Det er fyldt med sedimenter fra den sene kridt- og neogene periode, i vest er der sedimenter fra den permiske periode, på kanten er der en Moldanubicum.

## Geografi
Třeboň-bassinet har et areal på 1.360 km2 og en gennemsnitlig højde på 457 moh. Området har en lidt aflang form fra nord til syd og strækker sig fra byen Soběslav i nord til den tjekkisk-østrigske grænse i syd. Grænsen går omkring České Budějovice i vest og Jindřichův Hradec i øst, begge byer er allerede uden for territoriet.
Området er tæt sammenvævet med mange vandløb. De største floder er Lužnice og Nežárka . En del af territoriet hører også til Moldau- flodbassinet. Vltava krydser kort den vestlige del af territoriet.
På trods af området er der ingen større bebyggelser, og området er tyndt befolket. De største byer i Třeboň-bassinet er Třeboň, Veselí nad Lužnicí, Lišov, Suchdol nad Lužnicí og České Velenice.

### Damme
Třeboň-bassinet er kendt for sine fiskedamme, som er blevet etableret i regionen siden middelalderen. Her findes de største damme i Tjekkiet, herunder Rožmberk, Horusický, Dvořiště, Velký Tisý og Záblatský. Rožmberk dammen er den største dam i landet og den største fiskedam i verden med et areal på 489 ha. Det blev bygget mellem 1584 og 1590.

## Natur
En stor del af bassinet (ca. 700 km2) er beskyttet som det beskyttede landskabsområde Třeboňsko. Siden 1977 har Třeboňsko også været et af seks tjekkiske Biosfærereservater under UNESCO.

## Galleri
- Chlumekbakken nær Nová Ves
- Luftfoto af Hlincová Hora
- Červené blato National Naturreservat med udgravet tørvemose
- Novořecké močály Naturreservat